# Kleine Fettschwanz-Beutelmaus

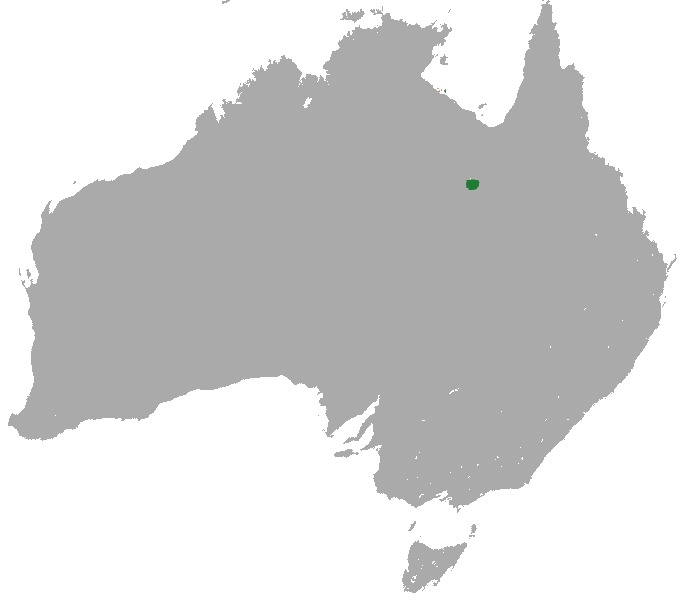
Erster Fundort von Pseudantechinus mimulus

Die Kleine Fettschwanz-Beutelmaus (Pseudantechinus mimulus) ist eine Art der Gattung der Fettschwanz-Beutelmäuse, die in Australien endemisch ist. 

## Beschreibung
Die Fellfarbe von Pseudantechinus mimulus ist gelbbraun am Rücken und grauweiß am Bauch. Von den anderen Fettschwanz-Beutelmäusen unterscheidet sie sich durch die geringe Größe.
Über das Verhalten der Art ist nichts bekannt.

## Lebensraum
Das erste Exemplar von Pseudantechinus mimulus wurde 1905 im Northern Territory entdeckt, seither gab es trotz intensiver Suche keine weiteren Funde mehr auf dem Festland. Nach heutigen Erkenntnissen lebt die Art nur mehr auf drei kleinen Inseln der Sir-Edward-Pellew-Gruppe im Nordosten des Northern Territory im Golf von Carpentaria. Ihr Lebensraum sind mit Spinifex bewachsene Felsgebiete.

## Bedrohung
Aufgrund des kleinen Verbreitungsgebiets wird die Art von der IUCN als gefährdet (vulnerable) gelistet, diese Angabe ist jedoch veraltet. Auf den Inseln dürfte die Art noch relativ häufig sein.

## Taxonomie
Erst seit 1991 gilt diese Fettschwanz-Beutelmaus definitiv als eigenständige Art. Nach ihrer Erstbeschreibung 1906 wurde sie lange Zeit als Synonym von Pseudantechinus macdonnellensis betrachtet.